# Criterium van Chauvenet
In de statistiek is het criterium van Chauvenet een vuistregel om een extreme waarde in een steekproef als uitbijter te bestempelen. Het criterium bepaalt de kans om in een normale verdeling die bij de steekproefuitkomsten past, een resultaat te vinden dat even extreem is als of erger dan de gevonden waarde. Als bij deze kans het aantal te verwachten waarden kleiner is dan 1/2 wordt de extreme waarde als uitbijter beschouwd. Het criterium is genoemd naar de Amerikaanse wiskundige en astronoom William Chauvenet, die het bedacht heeft.

## Criterium
De getallen {\displaystyle x_{1},\ldots ,x_{n}} zijn de uitkomsten van een steekproef van omvang {\displaystyle n}, met gemiddelde {\displaystyle {\bar {x}}} en standaardafwijking {\displaystyle s}. Een van deze waarden {\displaystyle x_{\text{ext}}} ligt tamelijk extreem ten opzichte van de anderen.
Bereken voor {\displaystyle Z} standaardnormaal verdeeld
{\displaystyle p_{\text{ext}}=P\left(|Z|>{\frac {|x_{\text{ext}}-{\bar {x}}|}{s}}\right)=2\left(1-\Phi \left({\frac {|x_{\text{ext}}-{\bar {x}}|}{s}}\right)\right)},
waarin {\displaystyle \Phi } de verdelingsfunctie is van de standaardnormale verdeling.
De extreme waarde {\displaystyle x_{\text{ext}}} wordt als uitbijter beschouwd, als:
{\displaystyle n\,p_{\text{ext}}<{\tfrac {1}{2}}}

## Kritiek
Hoewel het criterium van Chauvenet een objectieve en kwantitatieve maat lijkt te zijn voor het bepalen of een waarneming een uitbijter is, dus mogelijk niet tot de populatie behoort, blijft het verwijderen van uitbijters uit een waargenomen steekproef een dubieuze praktijk die door veel wetenschappers wordt bekritiseerd. In het bijzonder in kleine steekproeven of als de onderliggende verdeling mogelijk te veel afwijkt van normaliteit. 